# Mart Siimann
Mart Siimann (født 21. september 1946) var Estlands statsminister fra 1997 til 1999. Siden 2001 har han været formand for Estlands Olympiske Komite.